# Neleblolong
Neleblolong is een bestuurslaag in het regentschap Flores Timur van de provincie Oost-Nusa Tenggara, Indonesië. Neleblolong telt 382 inwoners (volkstelling 2010).